# Ashleigh Bartyová
Ashleigh Bartyová (nepřechýleně Barty, * 24. dubna 1996 Ipswich, Queensland) je bývalá australská tenistka a kriketistka, patřící k původním obyvatelům Austrálie Aboridžincům. Na profesionálních okruzích se pohybovala v letech 2010–2022. Na grandslamu vyhrála dvouhru na French Open 2019, ve Wimbledonu 2021 a Australian Open 2022 a čtyřhru na US Open 2018 s Coco Vandewegheovou. V sezónách 2019–2022 byla světovou jedničkou ve dvouhře žen, jíž se stala jako druhá Australanka po Goolagongové z roku 1976 a celkově dvacátá sedmá od zavedení klasifikace v roce 1975. Na čele klasifikace figurovala ve dvou obdobích 121 týdnů.
Na okruhu WTA Tour vyhrála patnáct singlových turnajů včetně Turnaje mistryň 2019. K nim přidala dvanáct deblových trofejí. V rámci jednoho turnaje třikrát ovládla singlovou i deblovou soutěž a získala tzv. „double“ na Malaysian Open 2017, Porsche Tennis Grand Prix 2021 a Adelaide International I 2022. Na okruhu ITF vybojovala čtyři tituly ve dvouhře a devět ve čtyřhře.
Na žebříčku WTA byla ve dvouhře nejvýše klasifikována v červnu 2019 na 1. místě a ve čtyřhře pak v květnu 2018 na 5. místě. Trénovali ji Craig Tyzzer a Jason Stoltenberg.
Tenis začala hrát ve čtyřech letech v sousedství Brisbane. V juniorské kategorii se stala světovou dvojkou po singlovém triumfu ve Wimbledonu 2011, kde zdolala Rusku Chromačovovou. Mezi šestnáctým a sedmnáctým rokem života se prosadila na okruhu WTA Tour, když v roce 2013 s krajankou Dellacquovou odešly poraženy z finále tří grandslamových čtyřher – Australian Open, Wimbledonu a US Open. V závěru sezóny 2014 se rozhodla přerušit tenisovou kariéru a od roku 2015 se věnovat kriketu, když podepsala smlouvu s týmem Brisbane Heat pro první sezónu australské ligy Women's Big Bash League.
K tenisu se vrátila v první třetině sezóny 2016, krátce před dvacátými narozeninami. Ačkoli hned vyhrála dvě deblové trofeje na okruhu ITF, dlouhodobě se potýkala se zraněním paže. Průlomovou sezónou ve dvouhře se stal rok 2017, kdy ovládla Malaysian Open 2017 a vystoupala na 17. příčku žebříčku, ačkoli v předchozích letech nikdy nefigurovala v elitní světové stovce. S Dellacquovou si poprvé zahrály čtyřhru na Turnaji mistryň 2017, kde došla o rok později do semifinále. Dva singlové tituly přidala ve WTA Tour 2018, včetně závěrečného WTA Elite Trophy. Po ukončení kariéry stabilní partnerky Dellacquové získala první grandslamový vavřín ze čtyřhry US Open 2018 s Američankou Vandewegheovou. V debutovém čtvrtfinále dvouhry majoru na Australian Open 2019 ji porazila Kvitová. Po zisku titulu na Miami Open 2019 se posunula do elitní světové desítky. První vítězný grandslam ve dvouhře na French Open 2019 z ní učinil světovou dvojku a červnová trofej na Birmingham Classic 2019 světovou jedničku. Singlové grandslamy ovládla na všech třech površích poté, co vyhrála Wimbledon 2021 a Australian Open 2022. Austrálii dovedla do finále Fed Cupu 2019 a z odložené Letní olympiády 2020 v Tokiu si odvezla bronz ve smíšené soutěži.
Během března 2022 ve 25 letech, kdy figurovala na vrcholu světové klasifikace, oznámila ukončení profesionální kariéry. Vyjma čtyř týdnů neopustila čelo žebříčku mezi červnem 2019 a dubnem 2022. Praktikovala celodvorcový tenis s širokou škálou úderů. Přes nižší vzrůst měla silné podání. Pravidelně figurovala na předních příčkách statistik WTA v počtu es a procentuální úspěšnosti získaných bodů na podání.

## Týmové soutěže

### Billie Jean King Cup
V australském fedcupovém týmu debutovala v roce 2013 ostravským čtvrtfinále Světové skupiny proti České republice, v němž s Casey Dellacquovou nestačily ve čtyřhře na pár Andrea Hlaváčková a Lucie Hradecká. Australanky odešly poraženy 0:4 na zápasy. V brisbaneském semifinále Světové skupiny Fed Cupu 2014 proti Německu získaly s Dellacquovou jediný bod domácích, když vyhrály debla nad dvojicí Julia Görgesová a Anna-Lena Grönefeldová. Němky postoupily do finále po vítězství 3:1 na zápasy.
V roce 2019 dovedla jako jednička Australanky do finále, když ve čtvrtfinále Světové skupiny proti Spojeným státům i v semifinále proti Bělorusku vyhrála vždy obě dvouhry i čtyřhru. V perthském boji o titul proti Francii zaznamenala jednu singlovou výhru i prohru. Z rozhodující čtyřhry odešly se Stosurovou poraženy. Jednalo se o její poslední zápas ve Fed Cupu.
V soutěži nastoupila k jedenácti mezistátním utkáním s bilancí 11–2 ve dvouhře a 7–2 ve čtyřhře.

### Hopman Cup
Austrálii reprezentovala spolu s Bernardem Tomicem na Hopmanově poháru 2013. V základní skupině zdolala Němku Andreu Petkovicovou, která po prvním setu utkání skrečovala, poté nestačila na Srbku Anu Ivanovićovou a na závěr porazila Italku Francescu Schiavoneovou. Družstvo obsadilo konečné druhé místo za Srbskem a do finále nepostoupilo.

### Letní olympijské hry
Austrálii reprezentovala na odložených Letních olympijských hrách 2020 v Tokiu. Do ženské dvouhry zasáhla jako světová jednička a nejvýše nasazená. Na úvod ji vyřadila Španělka Sara Sorribesová Tormová z konce první padesátky. V utkání se dopustila 55 nevynucených chyb. Do ženské čtyřhry nastoupila se Storm Sandersovou. Soutěž opustily po nezvládnutém supertiebreaku ve čtvrtfinále s pozdějšími šampionkami Barborou Krejčíkovou a Kateřinou Siniakovou. Bronzovou medaili vybojovala ve smíšené soutěži po boku Johna Peerse, když do utkání o cenný kov nenastoupili Djoković se Stojanovićovou.

## Tenisová kariéra

### 2011
V červenci zvítězila na dívčí juniorce Wimbledonu, když ve finále porazila Irinu Chromačovovou. V prosinci se utkala s dalšími krajany o přidělení divoké karty na Australian Open 2012. Přestože byla nejmladším účastníkem, turnaj vyhrála, když mimo jiné porazila Casey Dellacquovou, Arina Rodionovovou a Olivii Rogowskou.

### 2012

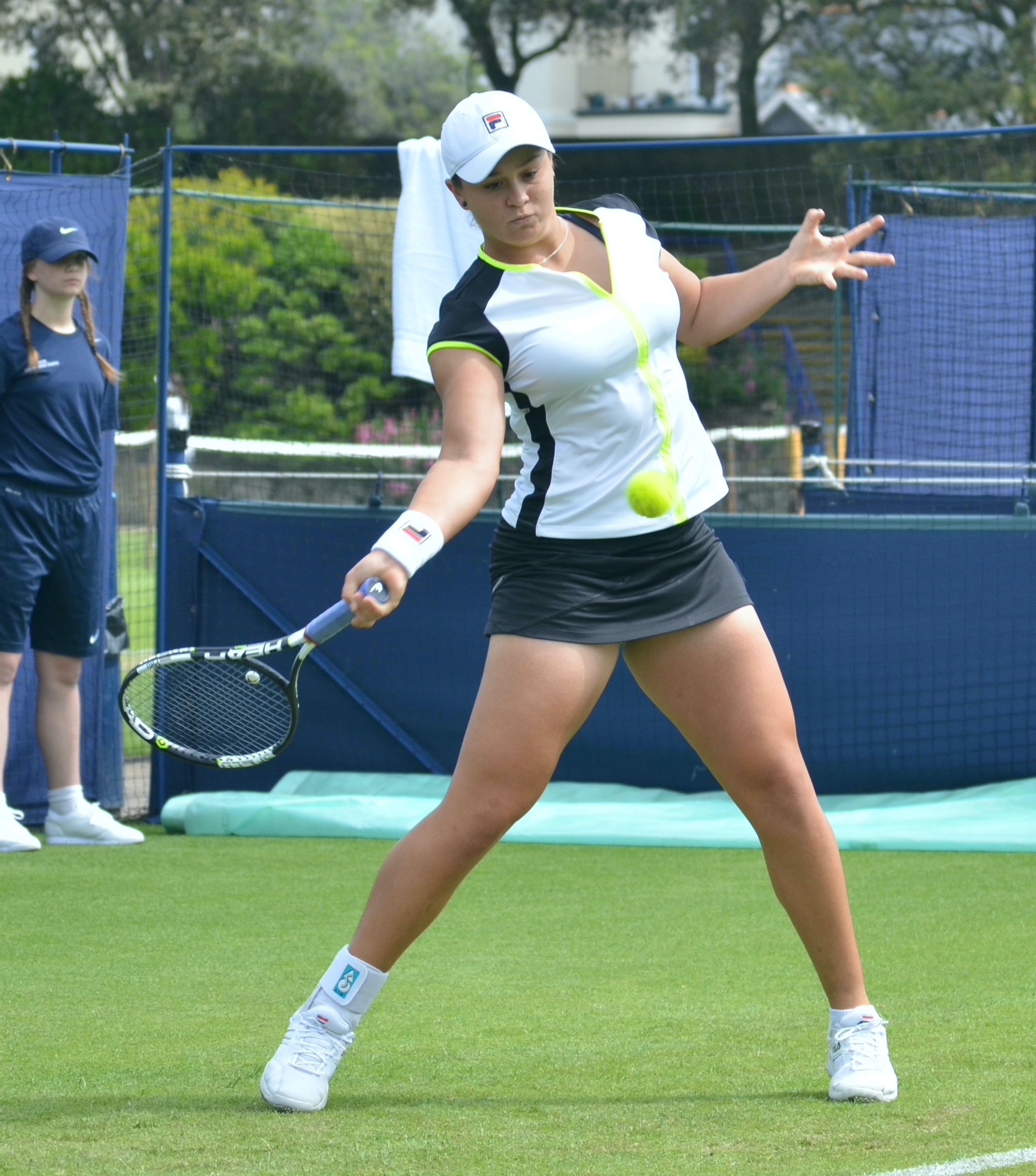
Forhend na turnaji ITF v Eastbourne 2016 s dotací 50 tisíc dolarů

Na základě výsledků z předchozí sezóny obdržela divokou kartu do kvalifikace turnaje v Brisbane z kategorie Premier. V prvním kole kvalifikace podlehla nejvýše nasazené Kanie Kingové. Spolu s krajankou Casey Dellacquovu také nastoupily do čtyřhry, v níž se probojovaly až do semifinále, kde nestačily na pár Spearsová a Kopsová-Jonesová.
Další divokou kartu získala do hlavní soutěže turnaje v Hobartu, kde podlehla v úvodním kole Američance Bethanie Mattekové-Sandsové V první fázi grandslamu Australian Open nepřešla přes Gruzínku Annu Tatišviliovou. Spolu s britskou juniorkou Laurou Robsonovou se zúčastnila také ženské čtyřhry.

### 2017
I ze čtvrtého grandslamového finále ženské čtyřhry odešla po boku Dellacquové poražena poté, co na French Open hladce podlehly prvnímu světovému páru Bethanie Matteková-Sandsová a Lucie Šafářová, když uhrály jen tři gamy.
Poprvé si finále dvouhry i čtyřhry během jediného turnaje zahrála na travnatém Birmingham Classic, kde v závěrečném duelu singlové soutěže trvajícím 1.47 hodin ztratila vedení 1–0 na sety proti Petře Kvitové, vracející se po zranění na okruh. Během turnaje jí patřila 77. příčka žebříčku. Po porážce z dvouhry vybojovala trofej ve čtyřhře se stabilní partnerkou Casey Dellacquovou vítězstvím nad dvojicí Čan Chao-čching a Čang Šuaj. Australanky tak získaly pátou společnou trofej.

### 2018
První singlovou trofej z trávy si odvezla z Nature Valley Open, probíhajícím v Nottinghamu, po finálovém vítězství nad Britkou Johannou Kontaovou. Na tzv. malém Turnaji mistryň, WTA Elite Trophy v čínské Ču-chaji, vyhrála základní orchideovou skupinu, v níž zdolala Caroline Garciaovou a podlehla Aryně Sabalenkové. V semifinále vyřadila obhájkyni trofeje Julii Görgesovou a ve finálovém duelu přehrála čínskou turnajovou jedenáctku Wang Čchiang po dvousetovém průběhu. Třetí titul na túře pro ni znamenal posun na nové kariérní maximum, 15. místo žebříčku WTA.

### 2019: Vítězka French Open, Turnaje mistryň a světová jednička
Sezónu otevřela druhý rok v řadě finálovou účastí na Sydney International, kde na úvod vyřadila světovou jedničku Simonu Halepovou a mezi poslední čtveřicí sedmou nasazenou Kiki Bertensovou. V boji o titul však nestačila na turnajovou pětku Petru Kvitovou po třísetovém průběhu. Na Australian Open dohrála v osmifinále opět na raketě Kvitové.

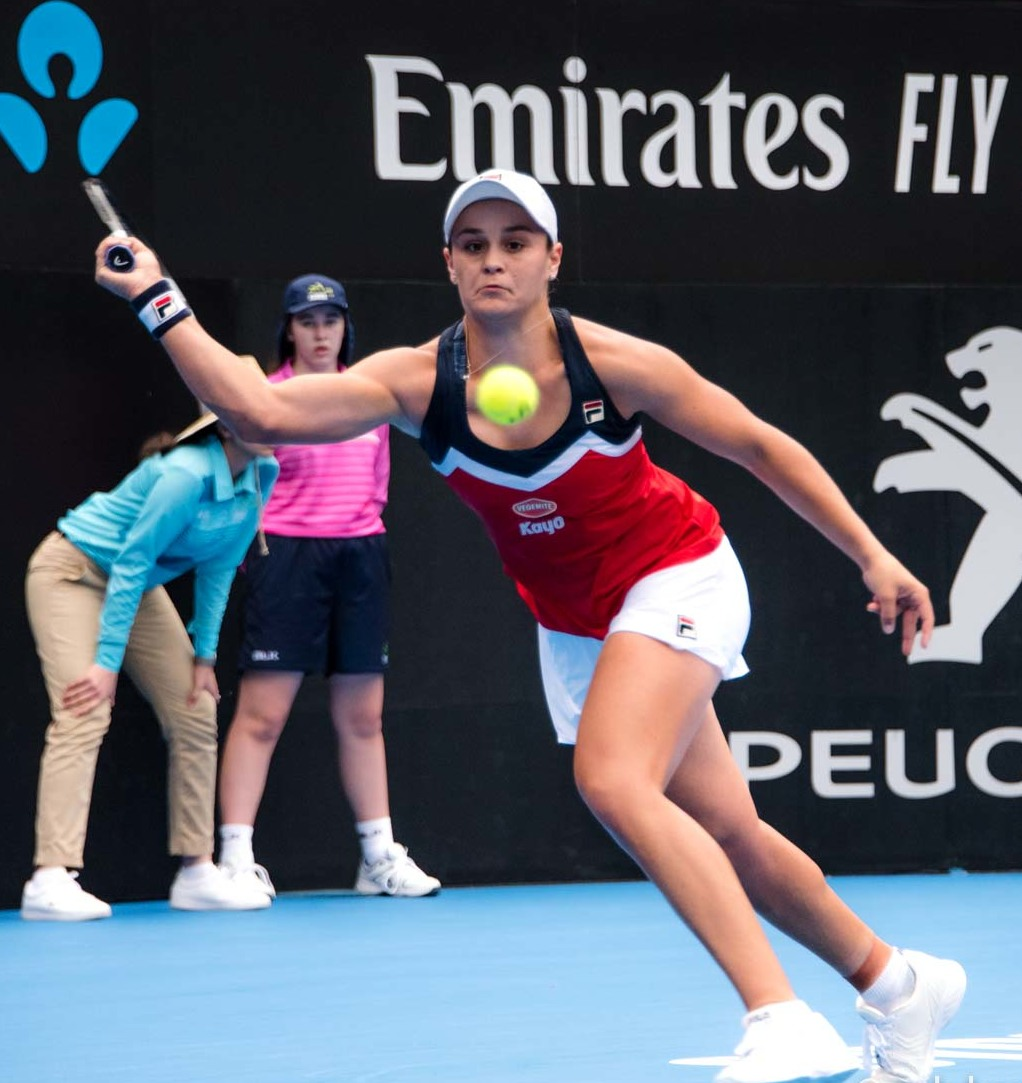
Na Sydney International podlehla ve finále Petře Kvitové

Na březnovém Miami Open z kategorie Premier Mandatory porazila na cestě do finále také členky první světové desítky, Nizozemku Kiki Bertensovou a ve čtvrtfinále Petru Kvitovou. V boji o titul přehrála další Češku a světovou sedmičku Karolínu Plíškovou, čímž vylepšila bilanci vzájemných zápasů na 3–2. Čtvrtý kariérní trofej pro ni znamenala premiérový posun do první světové desítky, na 9. místo.
Premiérový grandslamový titul ve dvouhře vybojovala na antukovém French Open, kam přijela jako světová osmička. V úvodních kolech vyřadila Američanky Jessicu Pegulaovou a Danielle Collinsovou, rovněž tak i Němku Andreu Petkovicovou. První set ztratila až ve čtvrté fázi se Sofií Keninovou. Čtvrtfinálová výhra nad čtrnáctou nasazenou Američankou Madison Keysovou jí zajistila kariérní posun do elitní světové pětky, jakožto první Australance od Sam Stosurové ze srpna 2012. Semifinále proti 17leté Američance ruského původu Amandě Anisimovové přineslo řadu zvratů. Dominantním vstupem si nejdříve vypracovala vedení 5–0 na gamy, ale za stavu 40:15 nevyužila dva setboly. Americká teenagerka však průběh šňůrou šesti her otočila a úvodní sadu získala v tiebreaku. Na vítězné vlně pokračovala do stavu her 3–0, než iniciativu převzala opět Australanka, která sérii šesti gamů vyhrála druhé dějství. Přestože v rozhodující sadě jako první ztratila podání, vzápětí si je vzala zpět a po dalším prolomeném servisu Američanky si udržovala náskok. Duel ukončila šestým mečbolem. Stala se tak první australskou finalistkou Roland-Garros od Samanthy Stosurové v roce 2010. Ve finále turnaje potřetí v kariéře zdolala 19letou Češku ze čtvrté světové desítky Markétu Vondroušovou, když ztratila jen čtyři hry. Pařížský grandslam ovládla jako první australská šampionka od Margaret Courtové z roku 1973. Na žebříčku WTA se posunula na 2. místo.

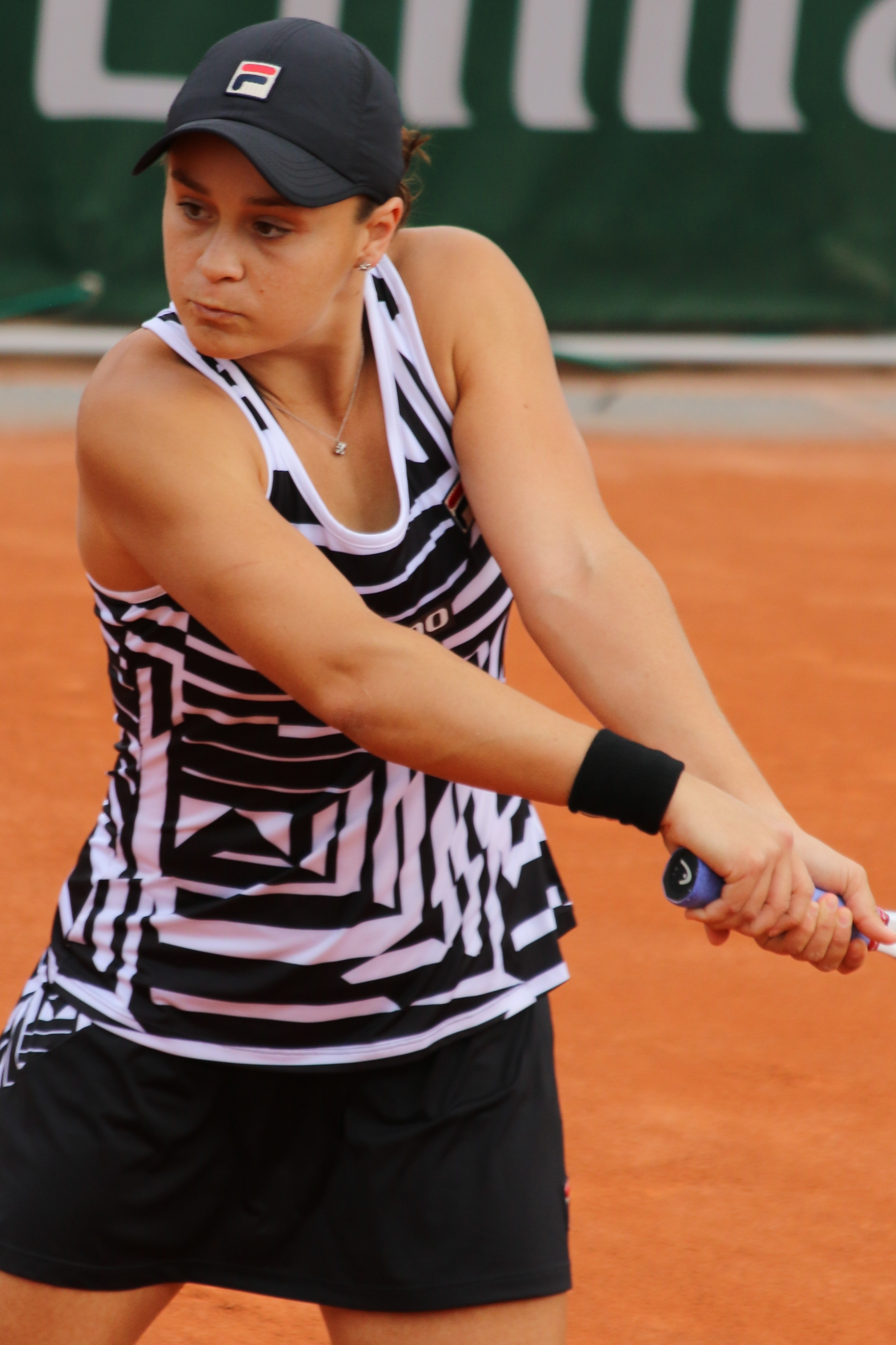
První grandslam ve dvouhře vyhrála na French Open

Travnatou sezónu zahájila šestým kariérním titulem z birminghamského Nature Valley Classic, svou první singlovou trofejí v kategorii WTA Premier. V průběhu turnaje neztratila žádný set. Až ve finále proti osmé nasazené Němce Julii Görgesové čelila setbolu, který odvrátila. Bodový zisk ji katapultoval na 1. místo světového žebříčku, jakožto první Australanku od Evonne Goolagongové z roku 1976, která mu vévodila dva týdny. Na vrcholu klasifikace vystřídala Japonku Naomi Ósakaovou. Ve Wimbledonu prohrála v osmifinále s nenasazenou Američankou Alison Riskeovou. Skončila tak její 15zápasová neporazitelnost.
Letní US Open Series otevřela prohrou ve druhém kole torontského Rogers Cupu s Američankou Sofií Keninovou. Po turnaji se Ósakaová vrátila do čela světové klasifikace, kde Bartyová setrvala sedm týdnů. Zlepšení formy přišlo na Western & Southern Open v Cincinnati. Na její raketě postupně dohrály Maria Šarapovová, Anett Kontaveitová, jíž uštědřila první porážku, a Řekyně Maria Sakkariová. Po vyřazení Ósakaové s Plíškovou se mohla postupem do finále vrátit na vrchol žebříčku. V semifinále však podlehla ruské veteránce Světlaně Kuzněcovové, figurující až na 153. příčce.
Na newyorský grandslam US Open přijela v roli turnajové dvojky. Po výhrách nad Zarinou Dijasovou, Lauren Davisovou a Sakkariovou čtvrtým kolem zopakovala výkon z předchozího ročníku. Před branami čtvrtfinále ji zastavila Číňanka z druhé světové desítky Wang Čchiang. Po dohrání majoru zahájila druhé období na vrcholu žebříčku WTA.
Podzimní asijskou část zahájila na Wuhan Open, kde po volném losu ve třech setech vyřadila Caroline Garciaovou. Přes Keninovou a Petru Martićovou prošla do semifinále, v němž nezvládla koncovky obou sad s obhájkyní trofeje Arynou Sabalenkovou. Během utkání si nechala ošetřit lýtko. Navazující týden vstoupila volným losem do pekingského China Open. Ve druhém kole přehrála Kazašku Julii Putincevovou a následně vyšla vítězně ze tří třísetových duelů proti Čeng Saj-saj, Kvitové a Kiki Bertensové. Druhé sezónní finále v kategorii Premier Mandatory však nezvládla, když ji zastavila čtvrtá nasazená Japonka Naomi Ósakaová. Poměr vzájemných duelů tím srovnala na 2–2.
V roli světové jedničky přijela na Turnaj mistryň, WTA Finals, do Šen-čenu. V červené základní skupině porazila Kvitovou i Belindu Bencicovou a podlehla náhradnici Bertensové. Z první příčky postoupila do semifinále, v němž zvládla těsný třísetový duel s Plíškovou. V boji o titul pak zdolala ukrajinskou obhájkyni trofeje Elinu Svitolinovou po dvousetovém průběhu. Po šňůře pěti porážek tak Ukrajinku premiérově porazila. Turnaj vyhrála jako první Australanka od Evonne Goolagongové Cawleyové z roku 1976. Zároveň se stala pátou šampionkou, která triumfovala již při svém debutovém startu. Jako první od Sereny Williamsové z roku 2014 v dané sezóně rovněž ovládla grandslam. Na odměnách si připsala 4,42 milionů dolarů, nejvyšší částku v předchozí historii tenisu.
Z Číny odletěla do Perthu, kde v RAC Areně proběhlo finále Fed Cupu mezi Austrálií a Francií. V sobotní dvouhře uštědřila dva „kanáry“ Garciaové, aby v neděli nezvládla utkání proti Kristině Mladenovicové. O šampionkách rozhodla až závěrečná čtyřhra, z níž se Stosurovou odešly poraženy od páru Garciaová a Mladenovicová. Australanky podlehly 2:3 na zápasy. Sezónu uzavřela jako konečná jednička světové klasifikace.

### 2020: Přerušení WTA Tour
Sezónu zahájila překvapivou porážkou od americké kvalifikantky Jennifer Bradyové na Brisbane International. Chuť si spravila ve čtyřhře, kde po boku Kiki Bertensové postoupila až do finále, kde navzdory mečbolů nestačily na světový pár číslo jedna Sie Šu-wej a Barboru Strýcovou. Úspěchem pro ni skončil premiérový ročník adelaidského turnaje. Na úvod zvládla zápas s Pavljučenkovovou, ve čtvrtfinále v repríze finále French Open s Vondroušovou a po dalším obratu Collinsovou, když lépe zvládla zkrácenou hru třetí sady. Ve finále pak přehrála Dajanu Jastremskou, získala osmý titul v kariéře a vůbec první na domácí australské půdě.
Jako jedna z hlavních adeptek na titul vstupovala do úvodního majoru sezóny. V soutěži se stala první australskou světovou jedničkou a nejvýše nasazenou ve dvouhře od Evonne Goolagongové z roku 1976. V turnaji navíc usilovala o to, aby se stala první australskou vítězkou od Chris O'Neilové z roku 1978. Během úvodních třech kol ztratila jen jeden set v prvním kole proti Curenkové. V osmifinále oplatila Alison Riskeové porážku wimbledonskou ze stejné fáze turnaje. Po roce narazila opět mezi osmi nejlepšími na Kvitovou. Po odvrácení setbolů Češky ve zkrácené hře první sady ztratila ve druhém dějství pouze dvě hry a bilanci vzájemných zápasů s Kvitovou srovnala na 4–4. Zaznamenala zároveň vůbec první výhru nad členkou elitní desítky na grandslamu. O finále se utkala s turnajovou čtrnáctkou Sofií Keninovou. Přestože si v obou setech semifinálového utkání dokázala vypracovat po dvou setbolech, ani jeden z nich nedokázala proměnit a po výsledku 6–7(6–8) a 5–7 z turnaje vypadla.
Na Arabském poloostrově se zúčastnila podniku kategorie Premier 5 v Dauhá. Jen dva zápasy nad Siegemundovou a Muguruzaovou jí stačily k postupu do semifinále, třetího v probíhající sezóně. V něm ji zastavila Kvitová, která ukončila sérii čtyř výher v řadě Bartyové.
Tenisová sezóna měla pokračovat severoamerickými turnaji. Pro začínající pandemii covidu-19 byl však jen několik dní před začátkem zrušen březnový turnaj Indian Wells Masters. Krátce poté byla celá WTA Tour 2020 přerušena. Po srpnovém obnovení se rozhodla necestovat na newyorský dvojblok turnajů Western & Southern Open a US Open, a neobhajovala ani prvenství na French Open, když v září oznámila konec sezóny. Díky revidovanému systému bodování, kdy hráčkám nebyly odečítány body za výsledky z minulého roku, a brzkého vyřazení Halepové na pařížském grandslamu zakončila druhý rok po sobě jako světové jednička ve dvouhře žen.

### 2021: Šampionka Wimbledonu a pokračující dominance světovému tenisu
Po více než jedenácti měsících od posledního soutěžního zápasu se na okruh vrátila na Yarra Valley Classic. Na její raketě zde postupně dohrály Ana Bogdanová, Marie Bouzková i Shelby Rogersová a před semifinálovým utkáním z turnaje odstoupila Serena Williamsová. V boji o titul pak porazila turnajovou šestku Garbiñe Muguruzaovou. Melbournský grandslam zahájila drtivou výhrou nad Dankou Kovinićovou, které nepovolila ani jednu hru a podruhé v kariéře zvítězila poměrem dvakrát 6–0. Do třetího čtvrtfinále na Australian Open došla bez ztráty setu a třetí rok v po sobě v něm narazila na českou tenistku. Proti Karolíně Muchové sice rychle vedla o set a brejk, po ošetření české tenistky se hra vyrovnala, ve třetím setu Muchová ztratila dva gamy a Bartyovou z turnaje vyřadila. Jako obhájkyně nastoupila do Adelaide International, kde ji ve druhém kole překvapivě vyřadila Danielle Collinsová.
První obhájený titul v kariéře znamenalo vítězství na Miami Open. V prvním zápase se přitom ocitla na hraně vyřazení, když musela proti slovenské kvalifikantce Kristíně Kučové odvracet mečbol. Dále na její raketě dohrály bývalé grandslamové vítězky Ostapenková a Azarenková. Ve čtvrtfinále bez ztráty servisu zdolala světovou osmičku Arynu Sabalenkovou, čímž zaznamenala první výhru nad hráčkou z první desítky žebříčku od čtvrtfinále Australian Open 2020, a v semifinále světovou pětku Elinu Svitolinovou. V boji o titul jí pak vzdala světová devítka Bianca Andreescuová. Díky obhájeným bodům a prohře Ósakaové udržela pozici světové jedničky.
Na charlestonské zelené antuce Volvo Car Open podlehla mezi poslední osmičkou Španělce Paula Badosové. Třetí sezónní trofej si odvezla z halového Porsche Tennis Grand Prix ve Stuttgartu, kde v závěrečných třech utkáních vždy otočila proti hráčkám Top 10 průběh po ztrátě úvodní sady. Vítězným finálem nad Běloruskou Arynu Sabalenkovou prodloužila šňůru výher nad členkami elitní světové desítky již na deset. V páru s Američankou Jennifer Bradyovou navíc ovládla i čtyřhru, což se naposledy před ní podařilo Lindsay Davenportové v roce 2001. Vedle finanční prémie si odvezla i tradiční cenu turnaje, vůz Porsche Taycan Turbo S Cross Turismo. Na Mutua Madrid Open prošla premiérově až do finále, když ve čtvrtfinále vyřadila světovou dvanáctku Petru Kvitovou a poté první Španělku v semifinále turnaje, Paulu Badosovou. V boji o titul jí však oplatila dvě sezónní porážky sedma hráčka světa Aryna Sabalenková. Ukončila tak 16zápasovou neporazitelnost Australanky na červené antuce trvající od Rome Masters 2019. Ve druhé sadě čtvrtfinále Internazionali BNL d'Italia proti Coco Gauffové skrečovala pro silnou bolest v pravém rameni. Po úvodním vítězství nad krajankou Bernardou Peraovou na French Open skrečovala ve druhém setu druhého kola s Polkou Magdou Linetteovou. Poraněná levá kyčel jí pak nedovolila hrát až do londýnského majoru.

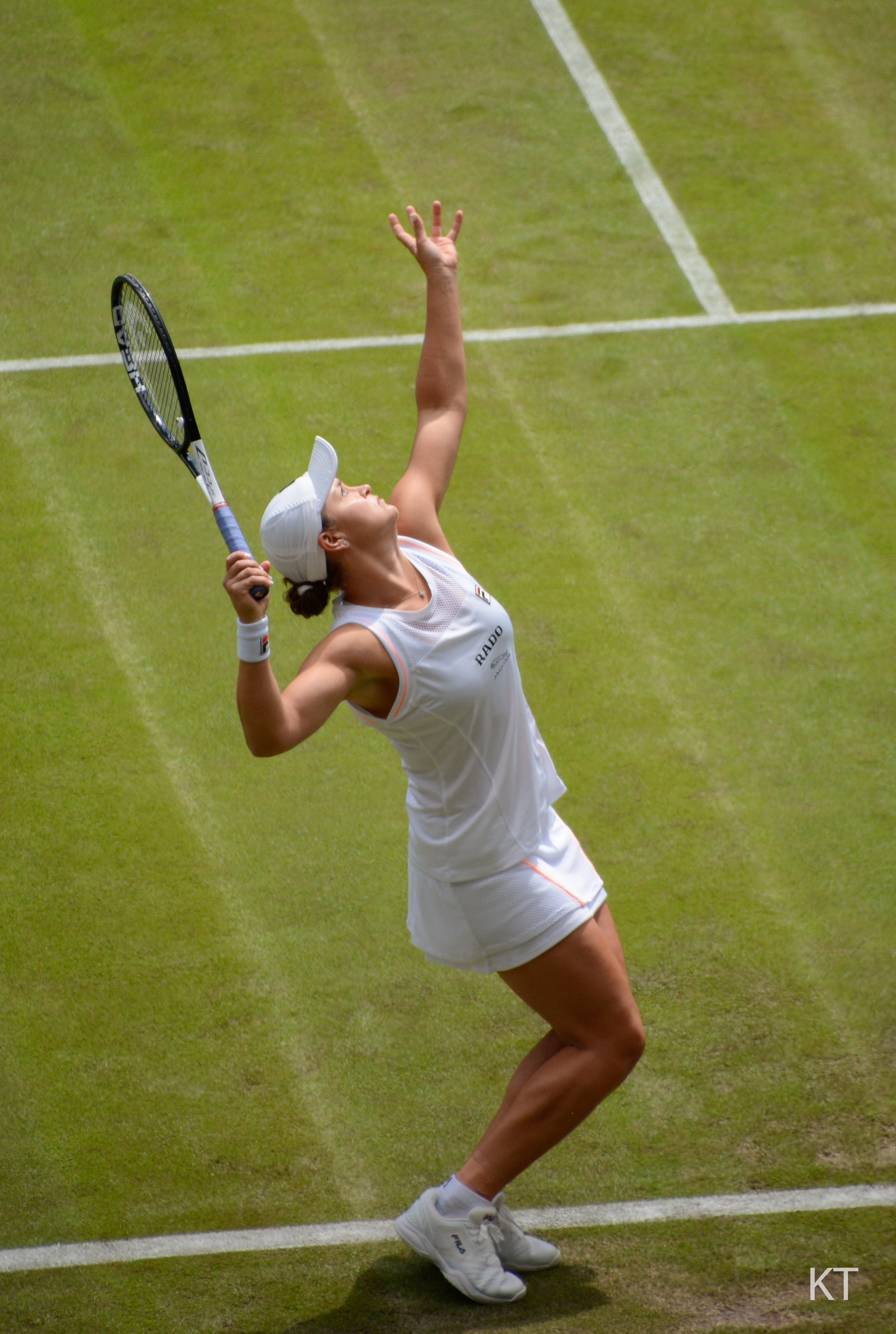
Servis během Wimbledonu 2019

Při páté účasti ve Wimbledonu postupně vyřadila Španělku Carlu Suárezovou Navarrovou, Rusku Annu Blinkovovou, Češky Kateřinu Siniakovou a Barborou Krejčíkovou jako úřadující šampionku Roland Garros. Ve čtvrtfinále přehrála krajanku Ajlu Tomljanovićovou, čímž se stala první Australankou v semifinále od Jeleny Dokićové v roce 2000. Přes světovou osmadvacítku Angelique Kerberovou pak pronikla do finále jako první zástupkyně australského tenisu od triumfu své mentorky Evonne Goolagongové Cawleyové v roce 1980. V boji o titul zdolala českou světovou třináctku Karolínu Plíškovou ve třech setech a stala se třetí australskou šampionkou v All England Clubu. Jako pátá žena dokázala vyhrát juniorku i dvouhru žen.
Austrálii reprezentovala na tokijské olympiádě. Se singlovou soutěží se rozloučila překvapivě už v prvním kole, když ji vyřadili Sara Sorribesová Tormová z konce první padesátky. V ženské čtyřhře, do které nastoupila se Storm Sandersovou postoupily jako šesté nasazené do čtvrtfinále, kde je vyřadily Češky a pozdější šampionky Krejčíková se Siniakovou, když neudržely vedení 1:0 na sety. Nejlépe si vedla v mixu, kde se jejím partnerem stal John Peers. Ve čtvrtfinále vyřadili řecké turnajové dvojky Sakkariovou s Tsitsipasem, než je v semifinále vyřadili Rusové startující pod neutrální vlajkou Anastasija Pavljučenkovová a Andrej Rubljov. V boji o bronz se měli utkat se Srby Ninou Stojanovićovou a Novakem Djokovićem, mužská světová jednička však před zápasem z turnaje odstoupila pro zranění.
Pátý titul roku a druhý z kategorie WTA vybojovala v Cincinnati. Cestou turnajem neztratila ani set. V osmifinále deklasovala obhájkyni titulu Azarenkovou, které povolila jenom hry. Ve čtvrtfinále a v semifinále zvládla reprízy wimbledonských duelů s Krejčíkovou a Kerberovou a v boji o titul nedala šanci švýcarské divoké kartě Jil Teichmannové. Díky bodovému zisku se vrátila v novém vydání žebříčku WTA poprvé od června nad hranici 10 000 bodů. Jako jedna z hlavních favoritek vstupovala do závěrečného majoru roku US Open. Po snadných výhrách na 36letou Zvonarevovou a 18letou Tausonovou nestačila na 43. hráčku žebříčku Shelby Rogersovou, když Bartyová dvakrát nedokázala zápas dovést při vlastním servisu do vítězného konce a nakonec prohrála tiebreak ve třetím setu. Odhlášením z BNP Paribas Open netradičně hraného v říjnu, přažského finálového turnaje Billie Jean King Cupu a závěrečného Turnaje mistryň konaného v Guadalajaře ukončila sezónu. Potřetí v řadě zakončila sezónu na prvním místě hodnocení.

### 2022: Vítězka Australian Open a ukončení kariéry
V závěrečné sezóně kariéry neprohrála žádný zápas, když nastoupila jen do dvou turnajů. Po čtyřměsíčním herním výpadku trvajícím od US Open 2021 se nejdříve představila na lednovém Adelaide International, kde vyhrála dvouhru i čtyřhru. Na úvod singlové soutěže otočila průběh utkání proti Coco Gauffové. Se 17letou Američankou prohrála první set a jako první ztratila podání ve druhém. Postup jí však zajistil zisk 13 z 15 závěrečných gamů. Do finále prošla přes polskou obhájkyni trofeje Igu Świątekovou a v něm porazila Kazachstánku Jelenu Rybakinovou po dvousetovém průběhu. V závěrečném zápase adelaidské čtyřhry zdolala se Storm Sandersovou chorvatsko-slovinský pár Juraková Schreiberová a Klepačová. Vybojovala tak třetí kariérní „double“. Na melbournském Australian Open získala třetí grandslamový triumf a stala se první australskou šampionkou turnaje od triumfu Chris O'Neilové v roce 1978. Na cestě do finále ztratila pouze jednu hru na podání, ve čtvrtém kole s Američankou Amandou Anisimovovou. Více než čtyři gamy v sadě na ni uhrála jen Danielle Collinsová ve druhé sadě finále. Jako šestá tenistka otevřené éry udržela ve svých prvních třech grandslamových finále neporazitelnost, čímž navázala na Wadeovou, Davenportovou, Capriatiovou, Ósakaovou a Selešovou. Rovněž se stala osmou hráčkou historie, která ovládla majory na všech třech površích. Jedinou aktivní tenistkou, která tohoto úspěchu dosáhla, v době jejího triumfu byla Serena Williamsová. Kariéru tak na okruhu WTA Tour završila patnáctým singlovým triumfem.

#### Ukončení profesionální kariéry
Ukončení profesionální kariéry oznámila 23. března 2022 ve 25 letech. Mezi důvody uvedla ztrátu motivace pokračovat v tenise na nejvyšší úrovni, psychické a fyzické vyčerpání, i splnění vytyčených cílů. Stala se druhou tenistkou, která opustila profesionální tenis jako úřadující světová jednička, čímž navázala na Justine Heninovou, která odešla 14. května 2008 po 61týdenní šňůře kralování ženskému tenisu. Vyjma čtyř týdnů Bartyová neopustila čelo žebříčku mezi červnem 2019 a dubnem 2022. Na vrcholu figurovala celkově 121 týdnů, což ji v době odchodu řadilo na sedmou příčku. Z toho 114 týdnů bez přerušení znamenalo čtvrté nejdelší období za Steffi Grafovou, Serenou Williamsovou a Martinou Navrátilovou. Konečnou světovou jedničkou se stala v letech 2019, 2020 a 2021. Z posledních čtyř odehraných turnajů vyhrála tři. Na čele světové klasifikace ji nahradila Iga Świąteková jako první singlová jednička z Polska.

## Kriketová kariéra
V září 2014 přerušila tenisovou kariéru a v roce 2015 začala hrát kriket, když podepsala smlouvu s ženským týmem Brisbane Heat pro premiérovou sezónu australské ligové soutěže Women's Big Bash League. V soutěži debutovala 4. prosince 2015 v zápase proti Melbourne Stars. K tenisu se vrátila během února 2016.

## Soukromý život

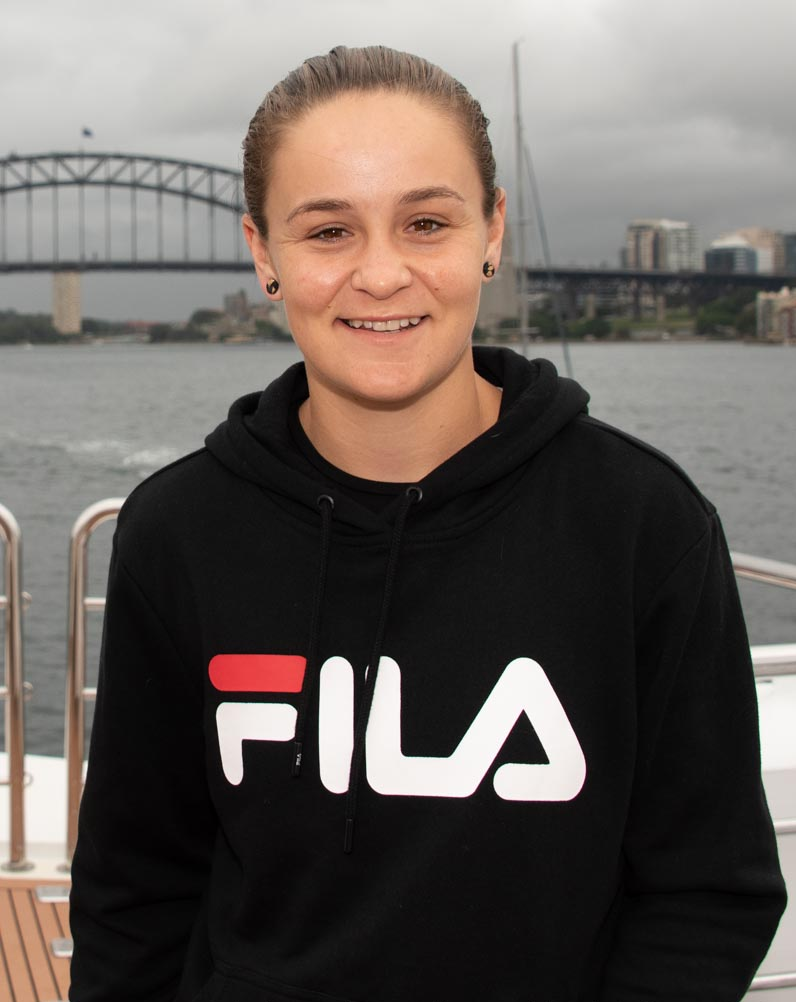
Před Harbour Bridge při plavbě tenistek během Sydney International 2019

Narodila se roku 1996 v queenslandském Ipswichi do rodiny Josie a Roberta Bartyových. Otec, profesí vládní úředník, patří mezi domorodé obyvatele australského kontinentu, Aboridžince ze skupiny Ngarigo. Matka je rentgenoložka a dcera britských imigrantů. Bartyová vyrůstala na ipswichském předměstí ve Springfieldu, kde absolvovala školu Woodcrest College. Má dvě starší sestry Saru a Ali. V dětství hrála také netball, ale rozhodla se věnovat pouze tenisu, když „si uvědomila, že [netball] je jen dívčí sport,“ a sestry ji v něm převyšovaly. Během dospívání nikdy nehrála kriket.
V roce 2016 navázala partnerský vztah s australským profesionálním golfistou Garym Kissickem. Na konci července 2022 vstoupili do manželství. Začátkem července 2023 na svém Instagramu oznámila, že se jim narodil syn Hayden.

## Hráčské statistiky

### Finále na Grand Slamu

#### Ženská dvouhra: 3 (3–0)
| Stav    | rok  | turnaj          | povrch | soupeřka ve finále  | výsledek           |
| ------- | ---- | --------------- | ------ | ------------------- | ------------------ |
| Vítězka | 2019 | French Open     | antuka | Markéta Vondroušová | 6–1, 6–3           |
| Vítězka | 2021 | Wimbledon       | tráva  | Karolína Plíšková   | 6–3, 6–7(4–7), 6–3 |
| Vítězka | 2022 | Australian Open | tvrdý  | Danielle Collinsová | 6–3, 7–6(7–2)      |

#### Ženská čtyřhra: 6 (1–5)
| Stav       | rok  | turnaj          | povrch | spoluhráčka         | soupeřky ve finále                         | výsledek               |
| ---------- | ---- | --------------- | ------ | ------------------- | ------------------------------------------ | ---------------------- |
| Finalistka | 2013 | Australian Open | tvrdý  | Casey Dellacquová   | Sara Erraniová Roberta Vinciová            | 2–6, 6–3, 2–6          |
| Finalistka | 2013 | Wimbledon       | tráva  | Casey Dellacquová   | Sie Šu-wej Pcheng Šuaj                     | 6–7(1–7), 1–6          |
| Finalistka | 2013 | US Open         | tvrdý  | Casey Dellacquová   | Andrea Hlaváčková Lucie Hradecká           | 7–6(7–4), 1–6, 4–6     |
| Finalistka | 2017 | French Open     | antuka | Casey Dellacquová   | Bethanie Matteková-Sandsová Lucie Šafářová | 2–6, 1–6               |
| Vítězka    | 2018 | US Open         | tvrdý  | Coco Vandewegheová  | Tímea Babosová Kristina Mladenovicová      | 3–6, 7–6(–2), 7–6(8–6) |
| Finalistka | 2019 | US Open         | tvrdý  | Viktoria Azarenková | Aryna Sabalenková Elise Mertensová         | 5–7, 5–7               |

### Chronologie výsledků na Grand Slamu

#### Dvouhra
| Turnaj          | 2011 | 2012    | 2013    | 2014    | 2015 | 2016 | 2017    | 2018    | 2019    | 2020 | 2021    | 2022  | SR     | V–P   |
| --------------- | ---- | ------- | ------- | ------- | ---- | ---- | ------- | ------- | ------- | ---- | ------- | ----- | ------ | ----- |
| Australian Open | A    | 1. kolo | 1. kolo | 1. kolo | A    | A    | 3. kolo | 3. kolo | ČF      | SF   | ČF      | Vítěz | 1 / 9  | 24–8  |
| French Open     | A    | 1. kolo | 2. kolo | 1. kolo | A    | A    | 1. kolo | 2. kolo | Vítěz   | A    | 2. kolo | —     | 1 / 7  | 10–6  |
| Wimbledon       | A    | 1. kolo | Q1      | Q3      | A    | Q2   | 1. kolo | 3. kolo | 4. kolo | NH   | Vítěz   | —     | 1 / 5  | 12–4  |
| US Open         | Q1   | A       | 2. kolo | 1. kolo | A    | A    | 3. kolo | 4. kolo | 4. kolo | A    | 3. kolo | —     | 0 / 6  | 11–6  |
| výhry–prohry    | 0–0  | 0–3     | 2–3     | 0–3     | 0–0  | 0–0  | 4–4     | 8–4     | 17–3    | 5–1  | 14–3    | 7–0   | 3 / 27 | 57–24 |

#### Čtyřhra
| Turnaj          | 2012    | 2013    | 2014    | 2015 | 2016    | 2017    | 2018    | 2019    | 2020    | 2021    | 2022 | SR     | V–P   |
| --------------- | ------- | ------- | ------- | ---- | ------- | ------- | ------- | ------- | ------- | ------- | ---- | ------ | ----- |
| Australian Open | 1. kolo | F       | 2. kolo | A    | A       | ČF      | 2. kolo | 2. kolo | 2. kolo | 2. kolo | A    | 0 / 8  | 13–7  |
| French Open     | A       | 1. kolo | ČF      | A    | A       | F       | 1. kolo | 3. kolo | A       | A       | —    | 0 / 5  | 10–5  |
| Wimbledon       | A       | F       | ČF      | A    | 1. kolo | ČF      | A       | 3. kolo | NH      | A       | —    | 0 / 5  | 13–5  |
| US Open         | A       | F       | 1. kolo | A    | A       | 2. kolo | Vítěz   | F       | A       | A       | —    | 1 / 5  | 17–4  |
| výhry–prohry    | 0–1     | 15–4    | 7–4     | 0–0  | 0–1     | 12–4    | 7–2     | 10–4    | 1–1     | 1–0     | 0–0  | 1 / 22 | 53–21 |

## Postavení na konečném žebříčku WTA

### Dvouhra
| Rok    | 2011 | 2012   | 2013   | 2014   | 2015 | 2016 | 2017  | 2018  | 2019 | 2020 | 2021 |
| Pořadí | 669. | ▲ 195. | ▲ 164. | ▼ 218. | –    | 325. | ▲ 17. | ▲ 15. | ▲ 1. | ▬ 1. | ▬ 1. |

### Čtyřhra
| Rok    | 2012 | 2013  | 2014  | 2015 | 2016 | 2017  | 2018 | 2019  | 2020  |
| Pořadí | 172. | ▲ 12. | ▼ 39. | –    | 261. | ▲ 11. | ▲ 7. | ▼ 19. | ▲ 14. |